# Nguyen Van Hung

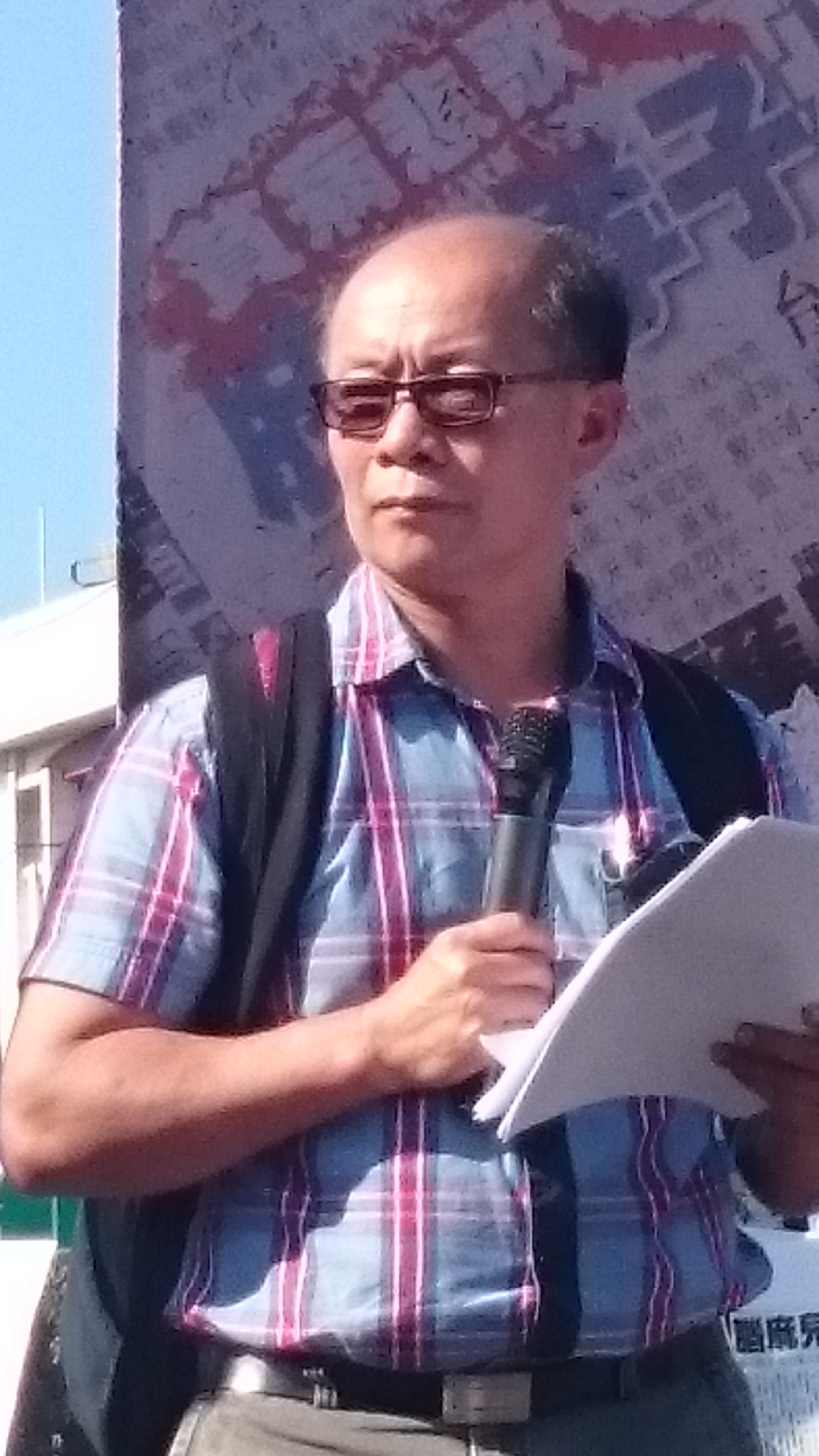
Nguyen Van Hung na Avenida Ketagalan

Nguyen Van Hung (vietnamita: Nguyễn Văn Hùng; chinês: 阮文雄; pinyin: Ruǎn Wénxióng; nascido em 1958) é um padre católico australiano vietnamita e ativista dos direitos humanos em Taiwan. Foi reconhecido pelo Departamento de Estado dos Estados Unidos como um "herói que age para acabar com a escravatura moderna".

## Vida pregressa
Nguyen Van Hung cresceu numa família de classe média baixa, nos arredores da província de Bình Tuy, no Vietname do Sul, com dois irmãos e cinco irmãs. O pai era pescador, mas morreu após uma longa batalha contra a doença, obrigando a mãe, uma católica devota com raízes no norte do país, a tornar-se o principal sustento da família. O próprio Nguyen Van Hung seguiu a fé da mãe.
Deixou o Vietname em 1979 num barco superlotado; resgatado por um navio norueguês ao fim de apenas 36 horas e levado para o Japão, juntou-se à Sociedade Missionária de São Columbano quando lá chegou.
Viveu no Japão durante três anos, estudando e tendo vários empregos para se sustentar, inclusive como reparador de estradas, operário numa fábrica de aço e coveiro. Veio pela primeira vez para Taiwan em 1988 como missionário, depois foi para Sydney, Nova Gales do Sul, Austrália, para estudar num seminário. Foi ordenado em 1991 e regressou a Taiwan no ano seguinte (em 1992).

## Trabalhar em Taiwan
Nguyen Van Hung estabeleceu o Gabinete de Noivas e Trabalhadores Migrantes Vietnamitas no condado de Taoyuan (agora cidade de Taoyuan) em 2004 para prestar assistência aos imigrantes vietnamitas em Taiwan. A estação de rádio vietnamita-americana Little Saigon Radio e outras pessoas ajudaram-no a alugar o segundo andar de uma escola primária; dois quartos de setenta pés quadrados oferecem espaço para dormir, enquanto outros dois são utilizados para escritórios. Oferecem aulas de mandarim, alojamento e alimentação e assistência jurídica.
A exposição de Nguyen Van Hung aos abusos contra trabalhadores estrangeiros e noivas levou o Departamento de Estado dos Estados Unidos a listar Taiwan como uma região de "Nível 2" ao lado de países como o Camboja devido à sua falta de esforço no combate ao tráfico de seres humanos, o que se revelou um grande embaraço internacional para o governo da ilha. O seu trabalho também o tornou alvo de intimidação em Taiwan.